# Zyck Polski
Zyck Polski (do 2011 Życk Polski) – wieś sołecka w Polsce, położona w województwie mazowieckim, w powiecie płockim, w gminie Słubice.
| SIMC    | Nazwa   | Rodzaj    |
| ------- | ------- | --------- |
| 0575611 | Rękawki | część wsi |

W czasach Królestwa Polskiego istniała gmina Zyck.
W latach 1975–1998 miejscowość administracyjnie należała do województwa płockiego.
Podczas powodzi 23 maja 2010 doszło do przerwania wału przeciwpowodziowego na Wiśle w Świniarach. Cała miejscowość została zalana i ewakuowana.
1 stycznia 2011 r. zmieniono urzędowo nazwę miejscowości z Życk Polski na Zyck Polski.
We wsi ma siedzibę parafia św. Michała Archanioła. Parafia ma dwa budynki kościelne: zabytkowy w stylu neobarokowym z 1870 roku i połączony z nim nowy z 1980 roku.

Kościoły  w Zycku Polskim
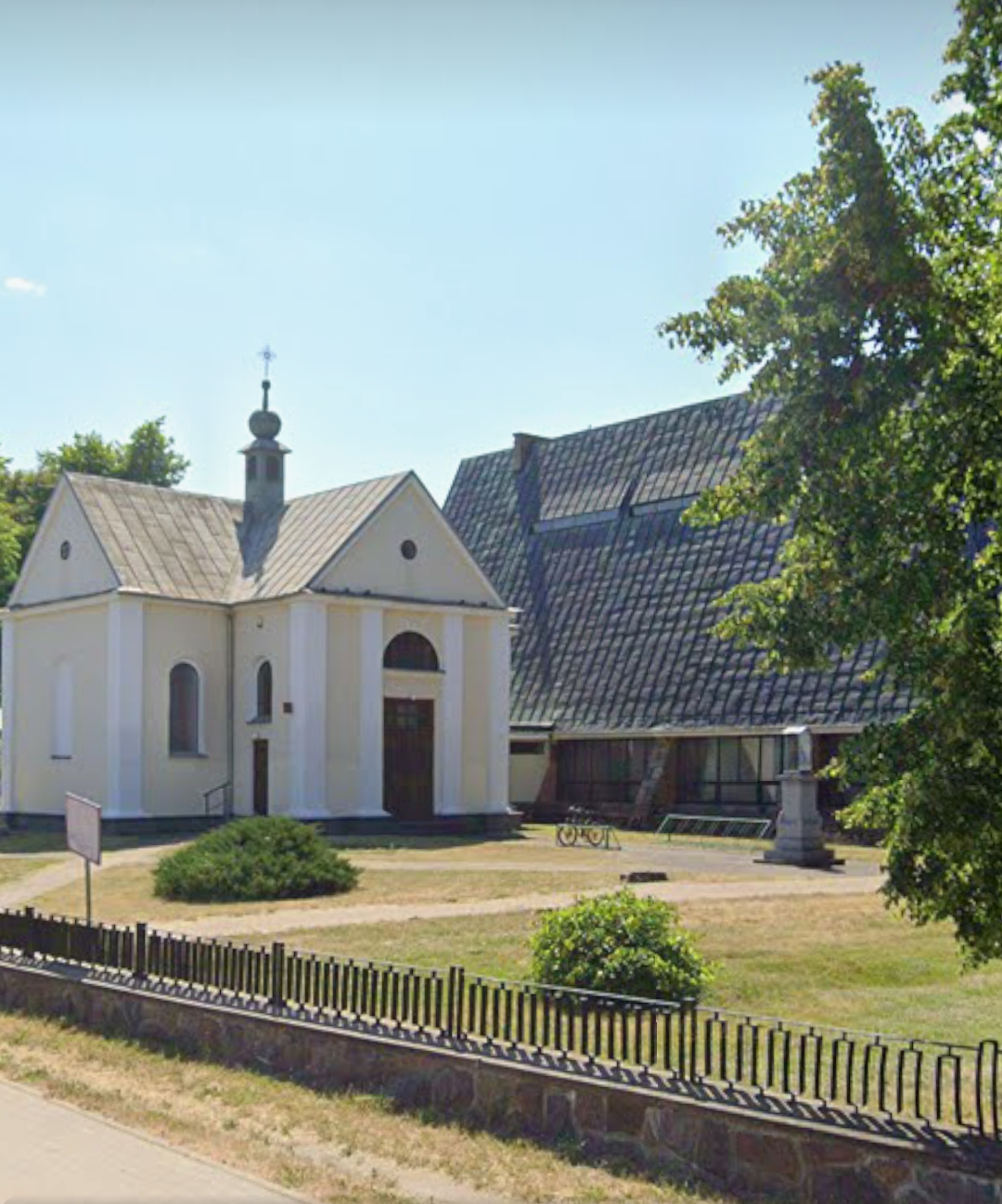
Kościół z roku 1870
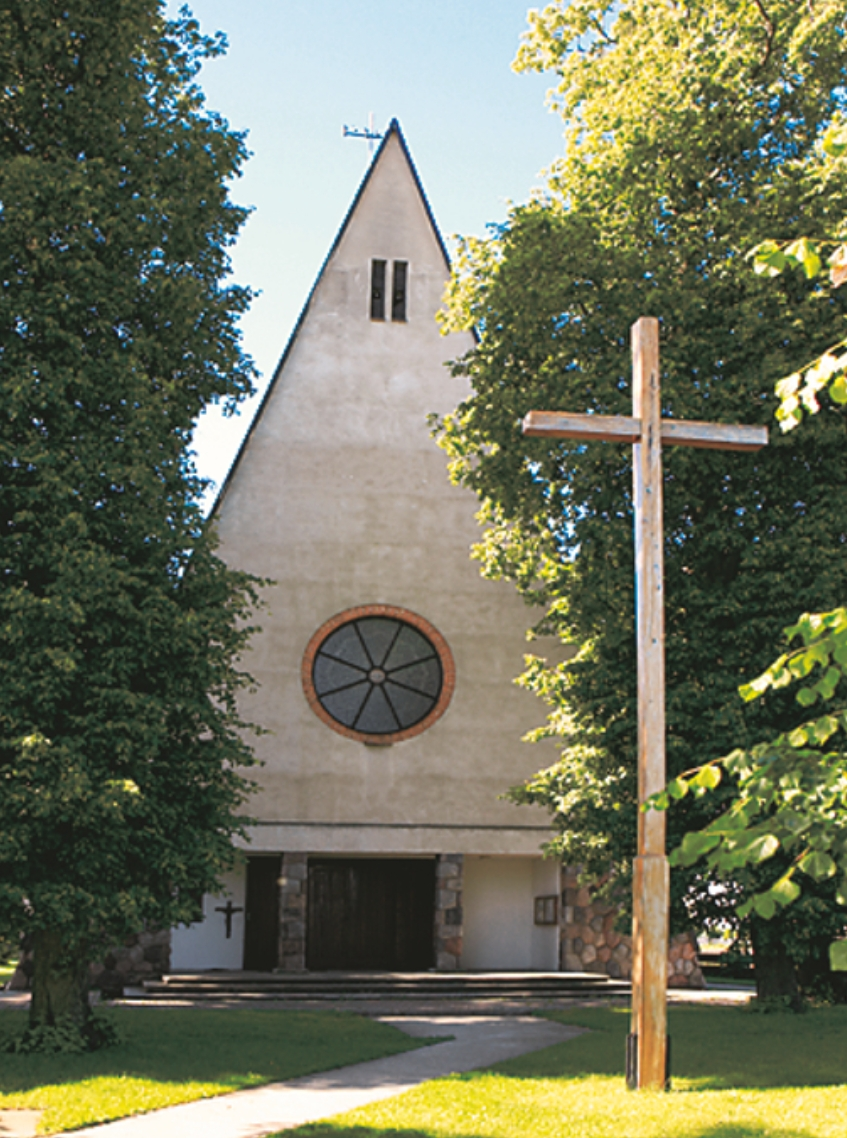
Kościół z roku 1980